# Élections générales de 2011 à Gibraltar
Les élections législatives de Gibraltar en 2011 se sont tenues le 8 décembre 2011 pour élire les 17 membres du Parlement pour un nouveau mandat de quatre ans.

## Forces en présence
| Parti | Parti | Idéologie                          | Chef de file                     | Résultats précédent        |
| ----- | --- | ---------------------------------- | -------------------------------- | -------------------------- |
|       | Sociaux-démocrates de Gibraltar (GSD) Gibraltar Social Democrats                                               | Centre droit Conservatisme         | Peter Caruana (Ministre en chef) | 49,3 % des voix 10 députés |
|       | GSLP-Alliance libérale - Parti travailliste-socialiste de Gibraltar (GSLP) - Parti libéral de Gibraltar (LIBS) | Centre gauche Social-démocratie    | Fabian Picardo                   | 45,5 % des voix 7 députés  |
|       | Parti démocrate-progressiste (PDP) Progressive Democratic Party                                                | Centre droit Libéral-conservatisme | Keith Azopardi                   | 3,8 % des voix 0 députés   |

## Sondages
| Date          | Institut            | Alliance | GSD  | PDP |
| ------------- | ------------------- | -------- | ---- | --- |
| Date          | Institut            |          |      |     |
| Mai 2010      | Gibraltar Chronicle | 54 %     | 37 % | 9 % |
| Mai 2010      | Panorama            | 53 %     | 39 % | 8 % |
| Octobre 2011  | Gibraltar Chronicle | 54 %     | 38 % | 8 % |
| Novembre 2011 | Panorama            | 52 %     | 43 % | 5 % |

## Résultats

### Par partis
|                          |                                       |                                                   |         |       |      |               |               |  |  |
| Parti                    | Parti                                 | Parti                                             | Voix    | %     | +/-  | Sièges        | +/-           |  |  |
|                          |                                       | Parti travailliste-socialiste de Gibraltar (GSLP) | 59 824  | 34,23 | 2,39 | 7             | 3             |  |  |
|                          | Parti libéral de Gibraltar (GLP)      | 25 590                                            | 14,64   | 0,99  | 3    | en stagnation |               |  |  |
| GSLP-Alliance libérale   | GSLP-Alliance libérale                | 85 414                                            | 48,88   | 3,39  | 10   | 3             |               |  |  |
|                          | Sociaux-démocrates de Gibraltar (GSD) | Sociaux-démocrates de Gibraltar (GSD)             | 81 721  | 46,76 | 2,57 | 7             | 3             |  |  |
|                          | Parti démocrate-progressiste (PDP)    | Parti démocrate-progressiste (PDP)                | 7 622   | 4,36  | 0,61 | 0             | en stagnation |  |  |
| Total des voix           | Total des voix                        | Total des voix                                    | 174 757 | 100   |      |               |               |  |  |
|                          |                                       |                                                   |         |       |      |               |               |  |  |
| Total des votants        | Total des votants                     | Total des votants                                 | 17 915  | 100   | –    | 17            | en stagnation |  |  |
| Abstentions              | Abstentions                           | Abstentions                                       | 3 797   | 17,49 |      |               |               |  |  |
| Inscrits / participation | Inscrits / participation              | Inscrits / participation                          | 21 712  | 82,51 |      |               |               |  |  |

### Par candidat
| Nom | Nom                  | Parti | Voix  | Élu ? |
| --- | -------------------- | ----- | ----- | ----- |
|     | Fabian Picardo       | GSLP  | 8 781 | Oui   |
|     | John Cortes          | GSLP  | 8 706 | Oui   |
|     | Joseph Garcia        | GLP   | 8 681 | Oui   |
|     | Gilbert Licudi       | GSLP  | 8 605 | Oui   |
|     | Joe Bossano          | GSLP  | 8 598 | Oui   |
|     | Charles Bruzon       | GSLP  | 8 518 | Oui   |
|     | Peter Caruana        | GSD   | 8 515 | Oui   |
|     | Neil Costa           | GLP   | 8 490 | Oui   |
|     | Daniel Feetham       | GSD   | 8 462 | Oui   |
|     | Steven Linares       | GLP   | 8 419 | Oui   |
|     | Samantha Sacramento  | GSLP  | 8 335 | Oui   |
|     | Isobel Ellul-Hammond | GSD   | 8 306 | Oui   |
|     | Paul Balban          | GSLP  | 8 281 | Oui   |
|     | Damon Bossino        | GSD   | 8 281 | Oui   |
|     | Edwin Reyes          | GSD   | 8 165 | Oui   |
|     | James Netto          | GSD   | 8 139 | Oui   |
|     | Selwyn Figueras      | GSD   | 8 099 | Oui   |
|     | Lianne Azzopardi     | GSD   | 7 944 | Non   |
|     | Yvette Del Agua      | GSD   | 7 906 | Non   |
|     | Joe Holliday         | GSD   | 7 904 | Non   |
|     | Keith Azopardi       | PDP   | 1 896 | Non   |
|     | Nicholas Cruz        | PDP   | 854   | Non   |
|     | Elliott Philipps     | PDP   | 687   | Non   |
|     | Kenneth Navas        | PDP   | 653   | Non   |
|     | Giselle Sene         | PDP   | 624   | Non   |
|     | Rebecca Faller       | PDP   | 606   | Non   |
|     | Rosemarie Peach      | PDP   | 606   | Non   |
|     | Moira Walsh          | PDP   | 589   | Non   |
|     | Dilipkumar Tailor    | PDP   | 588   | Non   |
|     | David Eveson         | PDP   | 519   | Non   |